# Liste der Bodendenkmale in Lottorf
In der Liste der Bodendenkmale in Lottorf sind die Bodendenkmale der Gemeinde Lottorf nach dem Stand der Bodendenkmalliste des Archäologischen Landesamts Schleswig-Holstein von 2016 aufgelistet.
| Denkmal-ID           | Befundart            | Bezeichnung | Zeitstellung                 | Lage | Bemerkungen                                  | Bild |
| -------------------- | -------------------- | ----------- | ---------------------------- | ---- | -------------------------------------------- | ---- |
| aKD-ALSH-Nr. 003 828 | Grabmal > Grabhügel  | Grabhügel   | Vor- und/oder Frühgeschichte |      |                                              |      |
| aKD-ALSH-Nr. 003 829 | Grabmal > Kriegsgrab | Kriegsgrab  | Neuzeit                      |      | Soldatengrab aus dem Deutsch-Dänischen Krieg |      |